# (1943) Antéros
(1943) Antéros (aussi nommé 1973 EC) est un astéroïde Amor, découvert le 13 mars 1973 par James B. Gibson au complejo Astronómico El Leoncito, en Argentine.
Il a été nommé d'après le personnage de la mythologie grecque Antéros.